# Tuerta
Tuerta es un  género  de lepidópteros de la familia Noctuidae. Es originario de África.

## Especies
- Tuerta chrysochlora Walker, 1869
- Tuerta cyanopasta Hampson, 1907
- Tuerta pastocyana Berio, 1940